# 가이아 온라인

로고

가이아 온라인(영어: Gaia Online)은 일본 애니메이션 풍으로 만들어진 온라인 롤플레잉 웹 사이트이다. 2003년 2월 18일에 데릭 리우(Derek Liu)가 만들었다.